# Justus Pfaue
Justus Pfaue (eigentlich Norbert Sellmann; * 25. September 1942 in Ballenstedt; † 8. März 2014 in Berlin) war ein deutscher Schriftsteller und Drehbuchautor.

## Leben
Pfaue studierte Rechtswissenschaften und forensische Psychologie. Bereits während seiner Studienzeit veröffentlichte er als freier Mitarbeiter u. a. im Hörfunk und in der Zeitung Die Zeit Dossiers und Glossen sowie erste Novellen. 1965 veröffentlichte er seinen ersten Roman und spezialisierte sich später auf Jugendbücher. Ebenso hatte er die Spielleitung in der deutschen Gameshow Die Pyramide inne. Pfaue zeichnete auch für die Drehbücher der erfolgreichsten Serien innerhalb der ZDF-Weihnachtsserie wie Timm Thaler, Jack Holborn, Nesthäkchen, Patrik Pacard und Anna verantwortlich. Für weitere Fernsehserien wie Manni, der Libero und Die Wicherts von nebenan schrieb er ebenfalls die Drehbücher.
Er lebte in München und Positano.

## Werke (Auswahl)

### Jugendbücher
- 1984: Patrik Pacard: Entscheidung im Fjord
- 1985: Oliver Maass: Das Spiel mit der Zaubergeige
- 1985: Bas-Boris Bode
- 1986: Teufels Großmutter oder der Himmel auf Erden
- 1987: Anna
- 1988: Anna Ballerina
- 1989: Bravo, Anna
- 1989: Laura und Luis
- 1993: Clara und das Glück dieser Erde
- 1994: Clara gibt nicht auf

### Drehbücher
- 1976–1977: Ein Mann kam im August (Fernsehserie)
- 1979: Timm Thaler (Fernsehserie)
- 1979: Merlin (Fernsehserie)
- 1981: Sternensommer (Fernsehserie)
- 1981: Manni, der Libero (Fernsehserie)
- 1981: Silas (Fernsehserie)
- 1982: Jack Holborn (Fernsehserie)
- 1983: Mandara (Fernsehserie)
- 1983: Nesthäkchen (Fernsehserie)
- 1983: Ravioli (Fernsehserie)
- 1984: Zwei schwarze Schafe: Geschichten aus Kalmüsel (Fernsehserie)
- 1984: Patrik Pacard (Fernsehserie)
- 1985: Oliver Maass: Das Spiel mit der Zaubergeige
- 1985: Bas-Boris Bode – Der Junge, den es zweimal gab (Fernsehserie)
- 1985–1986: Teufels Großmutter (Fernsehserie)
- 1986–1991: Die Wicherts von nebenan (Fernsehserie)
- 1987: Anna (Fernsehserie)
- 1988: Anna – Der Film
- 1989: Laura und Luis (Fernsehserie)
- 1990: Wie gut, daß es Maria gibt (Fernsehserie)
- 1993: Clara (Fernsehserie)
- 1993: Fünf Millionen und ein paar Zerquetschte
- 1994: Blankenese (Fernsehserie)
- 2004: Die Kirschenkönigin (Fernsehfilm)
- 2008: Hand in Hand (Fernsehfilm)

## Auszeichnungen und Ehrungen
- 2005: Goldene Romy für das Beste Drehbuch für Die Kirschenkönigin